# Нойан
Нойа́н (фр. Noilhan) — коммуна во Франции, находится в регионе Юг — Пиренеи. Департамент — Жер. Входит в состав кантона Саматан. Округ коммуны — Ош.
Код INSEE коммуны — 32297.

## География

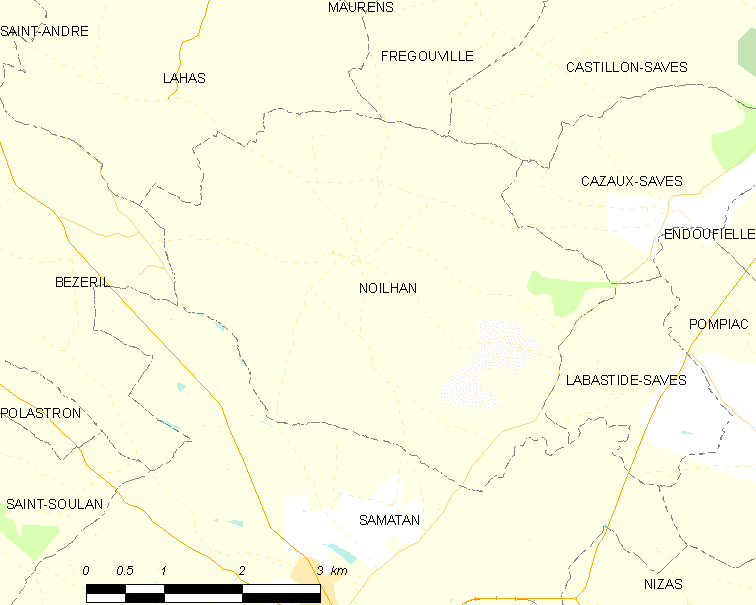
Карта коммуны

Коммуна расположена приблизительно в 610 км к югу от Парижа, в 45 км западнее Тулузы, в 31 км к юго-восточнее от Оша.
На юго-востоке коммуны протекает река Сав.

## Климат
Климат умеренно-океанический. Лето жаркое и немного дождливое, температура часто превышает 35 °С. Зимой часто бывает отрицательная температура и ночные заморозки. Годовое количество осадков — 700—900 мм.

## Население
Население коммуны на 2010 год составляло 320 человек.
| 1962 | 1968 | 1975 | 1982 | 1990 | 1999 | 2010 |
| ---- | ---- | ---- | ---- | ---- | ---- | ---- |
| 363  | 304  | 267  | 326  | 283  | 247  | 320  |

## Администрация
| Период | Период | Фамилия       | Партия | Примечания |
| ------ | ------ | ------------- | ------ | ---------- |
| 2001   | 2020   | Тьерри Бонфуа |        |            |

## Экономика
В 2010 году среди 198 человек трудоспособного возраста (15-64 лет) 147 были экономически активными, 51 — неактивными (показатель активности — 74,2 %, в 1999 году было 61,3 %). Из 147 активных жителей работали 141 человек (77 мужчин и 64 женщины), безработных было 6 (1 мужчина и 5 женщин). Среди 51 неактивных 13 человек были учениками или студентами, 23 — пенсионерами, 15 были неактивными по другим причинам.